# Seppo Linnainmaa
Seppo Linnainmaa (Pori (Finlandia), 1945) è un matematico e informatico finlandese.
Nel 1974 fu il primo a ricevere un dottorato in informatica dall'Università di Helsinki, e nel 1976 divenne assistant professor. Dal 1984 al 1985 fu visiting professor all'Università del Maryland e dal 1986 al 1989 fu presidente della Finnish Artificial Intelligence Society. Dal 1989 al 2007, anno del suo pensionamento, fu professore di ricerca al Technical Research Centre of Finland.
Nel 1970 Linnainmaa introdusse nella sua tesi di M.Sc. la differenziazione automatica tramite accumulazione inversa, per calcolare efficientemente le derivate di una funzione differenziabile, applicando ricorsivamente la regola della catena. Tale metodo è estensivamente usato in differenti applicazioni, ad esempio per il calcolo della retropropagazione dell'errore nell'allenamento delle reti neurali artificiali, ampiamente utilizzato in applicazioni di apprendimento automatico e apprendimento profondo.